# 永宮健夫
永宮 健夫（ながみや たけお、1910年6月1日 - 2006年6月3日）は、日本の物理学者。大阪大学名誉教授。専門は固体物理学で、特に反強磁性体の理論の仕事は名高い。正四位勲二等旭日重光章。

## 人物
東京帝国大学理学部物理学科を卒業後、同大学工学部力学教室助手となり、東京高等学校教授を経て、1939年大阪帝国大学理学部助教授、1943年に教授に就任。1961年の基礎工学部の創設では、計画策定に当たり、その設立と同時に同学部教授に就任した。大阪大学定年退官後は、関西学院大学理学部教授に就任し、引き続き研究と後進の指導にあたった。この間、1954年から1963年まで京都大学基礎物理学研究所教授、1954年から1956年まで東北大学理学部教授、1960年から1971年まで東京大学物性研究所教授を、それぞれ併任した。
初期の頃は分子性結晶を研究したが、まもなく磁性体を研究の中心テーマに据えた。そして1951年に反強磁性体の磁気共鳴の理論を提出してその物理を解明し、1963年日本学士院恩賜賞を受賞した。
永宮研究室からは、松原武生、芳田奎、金森順次郎、守谷亨、吉森昭夫などを輩出した。

## 経歴
- 1927年 – 東京府立六中（現都立新宿高等学校）卒業
- 1930年 - 第一高等学校 (旧制)の理科甲類卒業
- 1933年 - 東京帝国大学理学部物理学科卒業
- 1933年 - 東京帝国大学工学部力学教室助手
- 1936年 - 東京高等学校教授
- 1939年 - 大阪帝国大学理学部助教授
- 1943年 - 大阪帝国大学理学部教授
- 1957年 - 日本物理学会会長
- 1962年 - 大阪大学基礎工学部教授
- 1972年 - 大阪大学基礎工学部長
- 1974年 - 大阪大学名誉教授、関西学院大学教授
- 1977年 - 関西学院大学理学部長
- 1979年 - 退職
- 1981年 - 日本学士院会員
- 2006年 - 96歳で亡くなる。

## 受賞
- 1962年 - 朝日賞（大阪大学磁気理論研究グループの代表者として）
- 1963年 - 日本学士院恩賜賞
- 1978年 - 藤原賞

## 栄典
- 1982年 - 勲二等旭日重光章
- 2006年 - 正四位

## 著書

### 単著
- 『微分方程式論』（河出書房、1941年）
- 『液體ヘリウム』（河出書房、1948年）
- 『固体論 I, II』（共立出版、1951年）
- 『氣體論』（岩波書店　1954年）
- 『固体構造と固体電子論　上・下』（岩波書店、1958年）
- 『応用微分方程式論』（吉岡書店、1962年）
- 『磁性の理論』（吉岡書店、1987年）

### 共著
- 『理化学辞典』（岩波書店）
- 『固体の原子論』（松原武生、共立出版、1951年）
- 『固体物理学』（久保亮五、岩波書店　1961年）
- 『固体物理の歩み』（久保亮五、岩波書店　1962年）

### 訳書
- 『結晶学概論』（W. R.ブラッグ著　岩波書店　1953年）
- 『材料科学入門　I, II, III, IV』（J.ウルフ編　岩波書店　1967年）
- 『誘電体論』（H.フレーリッヒ著　吉岡書店　1975年）